# Volha Mazuronak
Volha Mazuronak –en bielorruso, Вольга Мазуронак; en ruso, Ольга Мазурёнок, Olga Mazurionok– (Karagandá, URSS, 14 de abril de 1989) es una deportista bielorrusa que compite en atletismo.
Ganó una medalla de oro en el Campeonato Europeo de Atletismo de 2018, en la carrera de maratón. Participó en dos Juegos Olímpicos de Verano, Río de Janeiro 2016 y Tokio 2020, ocupando en ambas ocasiones el quinto lugar en la prueba de maratón.

## Palmarés internacional
| Campeonato Europeo | Campeonato Europeo | Campeonato Europeo | Campeonato Europeo |
| Año                | Lugar              | Medalla            | Prueba             |
| ------------------ | ------------------ | ------------------ | ------------------ |
| 2018               | Berlín (Alemania)  | Medalla de oro     | Maratón            |